# Hoảng loạn 1893
Cuộc hoảng loạn năm 1893 là một cuộc suy thoái kinh tế trầm trọng ở Hoa Kỳ bắt đầu từ năm 1893 và kết thúc vào năm 1897.  Nó ảnh hưởng sâu sắc tới mọi lĩnh vực của nền kinh tế và gây ra những biến động chính trị dẫn tới cuộc bầu cử năm 1896 và chức vụ tổng thống của William McKinley.

## Nguyên nhân
Một trong những nguyên nhân cho sự hoảng loạn năm 1893 có thể được bắt nguồn từ Argentina. Đầu tư đã được khuyến khích bởi ngân hàng đại lý Argentina, Baring Brothers. Tuy nhiên, vụ lúa mì mất mùa  năm 1890 và cuộc đảo chính ở Buenos Aires đã chấm dứt đầu tư. Do các nhà đầu tư châu Âu quan ngại rằng những vấn đề này có thể lan rộng, họ bắt đầu quay trở lại vàng tại Kho bạc Hoa Kỳ, vì tương đối đơn giản để họ có thể đầu tư vào vàng để xuất khẩu vàng. Trong thời kỳ vàng son của những năm 1870 và 1880, Hoa Kỳ đã trải qua thời kỳ tăng trưởng và mở mang kinh tế, nhưng phần lớn sự mở rộng này phụ thuộc vào giá hàng hóa quốc tế cao, vào năm 1893, giá lúa mì đã bị phá vỡ.
Một trong những dấu hiệu rõ ràng đầu tiên của sự cố xảy ra vào ngày 20 tháng 2 năm 1893, 13 ngày trước khi lễ nhậm chức của Tổng thống Hoa Kỳ Grover Cleveland, với việc bổ nhiệm những người tiếp nhận đường sắt Philadelphia và Reading, vốn đã làm cho tình hình trở nên quá căng thẳng. Khi nhậm chức, Cleveland đã giải quyết trực tiếp cuộc khủng hoảng Kho bạc,  và thành công trong việc thuyết phục Quốc hội bãi bỏ Đạo luật mua Sherman Silver, mà ông cảm thấy chủ yếu chịu trách nhiệm cho cuộc khủng hoảng kinh tế. 
Khi mối quan tâm về tình trạng của nền kinh tế trở nên tồi tệ hơn, mọi người hối hả rút tiền của họ từ ngân hàng, và làm cho ngân hàng chạy. Nỗi sợ hãi về tín dụng tràn ngập thông qua nền kinh tế. Một cuộc khủng hoảng tài chính tại Anh và sự sụt giảm thương mại ở châu Âu khiến cho các nhà đầu tư nước ngoài bán cổ phiếu của Mỹ để có được các quỹ của Mỹ được ủng hộ bởi vàng.